# هالوپریدول
هالوپریدول (به انگلیسی: Haloperidol) با نام تجاری Haldol در میان دیگر داروها به بازار عرضه می‌شود، یک داروی ضد روان پریشی نسل ۱ است. هالوپریدول در درمان اسکیزوفرنی، تیک در سندرم تورت، شیدایی در اختلال دو قطبی، حالت تهوع و استفراغ، هذیان، تحریک، روان پریشی حاد و توهم در ترک الکل استفاده می‌شود. ممکن است از طریق دهان یا تزریق به عضله یا ورید استفاده شود. هالوپریدول به‌طور معمول طی ۳۰ تا ۶۰ دقیقه کار می‌کند. بوتیروفنون یک فرمول دارویی طولانی مدت ممکن است به عنوان یک تزریق در هر چهار هفته در افرادی که مبتلا به اسکیزوفرنی یا بیماریهای مرتبط هستند، استفاده شود که مصرف دارو را از طریق دهان فراموش کرده یا امتناع می‌ورزند.
هالوپریدول از دسته آنتی دوپامینرژیک، آنتی سایکوتیک (ضدروان‌پریشی) و رده درمانی دارویی آرام بخش از ترکیبات بوتیروفنون بوده و در اشکال قرص، آمپول مصرف می‌شود.

## موارد مصرف
- هالوپریدول در آژیتاسیون حاد به همراه علایم متوسط تا شدید سایکوز بکار می‌رود.
- روان‌پریشی حاد، مانند روان پریشی ناشی از دارو که ناشی از LSD، psilocybin، آمفتامین، کتامین،[۴] و فنسیکلیدین،[۵] و روان پریشی همراه با تب بالا یا بیماری متابولیک است.
- درمان کمکی الکل و ترک مواد افیونی
- آژیتاسیون و سردرگمی مرتبط با اسکلروز مغزی
- روان پریشی ناشی از الکل
- توهم در ترک الکل[۲]
- هذیان در دلیریوم هایپراکتیو (برای کنترل مؤلفه آژیتاسیون دلیریوم)
- بیش فعالی، پرخاشگری
- اختلالات رفتاری غیرقابل کنترل، شدید در کودکان و نوجوانان
- اسکیزوفرنی[۶]
- در تحقیقات بر روی اختلالات شخصیتی مانند اختلال شخصیت مرزی
- درمان مقاوم سکسکه[۷][۸]
- درمان اختلالات عصبی مانند اختلالات تیک مانند سندرم تورت و کره
- درمان تهوع و استفراغ شدید در مراقبت‌های بعد از عمل و تسکینی، به ویژه برای تسکین اثرات منفی پرتودرمانی و شیمی درمانی در انکولوژی

## موارد منع مصرف
- سابقه کما
- سابقه حساسیت به هالوپریدول یا سایر بوتیروفنونها
- اختلالات تشنجی
- افسردگی روحی شدید
- مسمومیت با الکل یا سایر ترکیبات سرکوب کننده دستگاه عصبی
- مسمومیت با آنتی کولینرژیک‌ها
- مسمومیت با فن سیکلیدین
- بیماری‌های قلبی که مصرف این دارو احتمال ایست قلبی را افزایش دهد
- بیماری پارکینسون یا سایر اختلالات حرکتی
- مشکل کلیوی و صفراوی

## مکانیسم اثر
هالوپریدول اثر درمانی خود را عمدتاً با انسداد گیرنده‌های دوپامینی اعمال می‌نماید. گیرنده‌های آلفا-آدرنرژیک و موسکارینی نیز توسط هالوپریدول تا حدودی مسدود می‌شوند.
اثر درمانی هالوپریدول در درجه اول به دلیل انسداد گیرنده‌های D2 دوپامینی می‌باشد. اثرات آرام بخشی،آنتی کولینرژیک و پایین آوردن فشار خون وضعیتی دارو اندک است ولی دارای اثرات اکستراپیرامیدال قوی است.

## فارماکوکینتیک
هالوپریدول جذب سریعی دارد. عبور کبدی در بدن خواهد داشت و داری متابولیت فعال است. توزیع گسترده ای در بدن دارد و سبب تاثیر روی سیستم اعصاب مرکزی میشود. پروتئین باندیگ بالایی دارد پس میتواند تداخل دارویی ایجاد کند و نیمه عمر آن با فارماکوکینتیک آن مرتبط نخواهد بود.

## عوارض جانبی
یکی از شایع‌ترین عارضه هالوپریدول، حرکات و پرش بی‌اختیار پلک، دست و پا است.
آرامش بیش از حد وخواب‌آلودگی، بی‌ثباتی خلقی، کابوس‌های شبانه، بی‌خوابی، تحریک و سرخوشی. در مصارف طولانی مدت دیسکینزی دیررس ممکن است ایجاد گردد. آثار ضد موسکارینی نظیر یبوست، خشکی دهان، احتقان بینی، احتباس ادرار و تاری دید نیز به ندرت بروز می‌نماید. عوارض خارج هرمی خصوصاً واکنش‌های دیستونیک و آکاتزی، به‌خصوص در تیروئید سمی‌شایع تر می‌باشند. عوارضی از قبیل خستگی و ضعف گاهی بروز می‌نماید.
در ۱۴٪ از مصرف‌کنندگان هالوپریدول با مصرف بیش از ۶ ماه، افزایش وزن مشاهده شده‌است.
همچنین هالوپریدول ممکن است اثرات نوروتوکسیک داشته باشد.

### رایج (در بیش از ۱٪ موارد)
- فشار خون پایین
- خواب‌آلودگی
- عوارض خارج هرمی
- عوارض آنتی کولینرژیک

### با نرخ شیوع نامعلوم
- کم‌خونی
- سر درد
- افزایش تعداد تنفس
- سندرم کیوتی
- افت فشارخونِ اُرتوستاتیک
- ناراحتی‌های بینایی

### نادر (در کمتر از ۱٪ موارد)
- ورم بدن و صورت
- سندرم نورولپتیک بدخیم: سفتی، تب، بی‌ثباتی اتونوم (تاکیکاردی، تعریق زیاد، فشار خون غیرطبیعی) به اضافه حالت گیجی [نیازمند منبع]
- قلبی- عروقی: آریتمی‌ها

### قطع ناگهانی مصرف
علائم ترک ناگهانی می‌تواند شامل احساس حالت تهوع، استفراغ، کاهش اشتها باشد.
از سایر نشانه‌ها می‌توان به احساس بی‌قراری، افزایش عرق کردن و سخت به خواب رفتن اشاره کرد.
عوارض کمتر شایع می‌تواند شامل حس گیجی، درد عضلات، کرختی و بی‌حسی باشد. علائم قطع مصرف به‌طور کلی در بازه کوتاه زمانی رفع می‌شوند.

در موارد آزمایشی مشاهده شد قطع ناگهانی داروهای آنتی سایکوتیک می‌تواند سبب سایکوز شود.
همچنین ممکن است علائمی که برای رفع آن‌ها دارو مصرف شده‌است با قطع ناگهانی مجدداً ظاهر شوند.
به ندرت ممکن است دیر جنبایی tardive dyskinesia نیز بعد از قطع مصرف دارو ظاهر شود.

### تداخلات دارویی
- آمیودارون: طولانی شدن فاصله Q-Tc (تغییر بالقوه خطرناک در ضربان قلب).[۱۴]
- آمفتامین و متیل فنیدیت: با افزایش اثرات نوراپی نفرین و دوپامین در بیماران مبتلا به نارکوپسی یا ADD / ADHD اثرات متفاوتی ایجاد می‌کند.
- اپی نفرین: عمل تضادی، کاهش متناقض فشار خون ممکن است منجر شود
- گوانتیدین: آنتی هایپرتانسیو با فعالیت آنتاگونیست
- لوودوپا: کاهش عمل لوودوپا
- لیتیم: موارد نادری از علائم زیر ذکر شده‌است: انسفالوپاتی، عوارض جانبی زودرس و دیررس اکستراپیامیدال، سایر علائم عصبی و کما.[۱۵]
- متیل دوپا: افزایش خطر عوارض جانبی اکستراپیرامیدال و سایر اثرات مرکزی ناخواسته
- سایردپرسانت‌های مرکزی (الکل، آرام بخش، مواد مخدر): اقدامات و عوارض جانبی این داروها (آرام بخش، افسردگی تنفسی) افزایش می‌یابد. به‌طور خاص، دوز مواد مخدر به‌طور همزمان مورد استفاده برای درد مزمن می‌تواند ۵۰٪ کاهش یابد.
- سایر داروهایی که توسط سیستم آنزیم CYP3A4 متابولیزه می‌شوند: القا کننده‌هایی مانند کاربامازپین، فنوباربیتال و ریفامپیسین سطح پلاسما را کاهش می‌دهند و مهار کننده‌هایی مانند کینیدین، بوسپیرون و فلوکستین سطح پلاسما را افزایش می‌دهند.[۶]
- داروهای ضد افسردگی سه حلقه ای: متابولیسم و از بین بردن سه چرخه به‌طور قابل توجهی کاهش یافته‌است، افزایش سمیت ذکر شد (عوارض جانبی آنتی کولینرژیک و قلبی عروقی، کاهش آستانه تشنج)

## نحوه مصرف
5 mg در بزرگسالان، ۱ تا ۲ میلی‌گرم در سالمندان؛ به صورت عضلانی یا وریدی و تکرار آن هر ۳۰ تا ۴۵ دقیقه در صورت عدم کنترل علائم.
یا ۲ میلی‌گرم در بزرگسالان و ۲ برابر دوز هر ۴۵ دقیقه تا زمانی که نشانه‌ها کنترل شود، بیمار آرام شده یا رفتار پایدار گردد.

### توجهات به مصرف دارو
1. احتمال بروز تشنج را مدنظر داشته باشید.
2. مراقب مصرف بیش از حد مجاز دارو باشید.
3. بیمار را از نظر بروز عوارض و واکنشهای اکستراپیرامیدال پایش کنید.